# Moraków
Moraków – wieś w Polsce położona w województwie łódzkim, w powiecie łęczyckim, w gminie Góra Świętej Małgorzaty.
| SIMC    | Nazwa           | Rodzaj    |
| ------- | --------------- | --------- |
| 0565759 | Moraków-Kolonia | część wsi |
| 0565742 | Piekło          | część wsi |

Wieś dóbr prestymonialnych kapituły kolegiaty łęczyckiej Morakowo, położona była w powiecie łęczyckim województwa łęczyckiego w końcu XVI wieku. W latach 1975–1998 miejscowość administracyjnie należała do województwa płockiego.